# Tijana Janković
Tijana Janković (serbisch-kyrillisch Тијана Јанковић, * 19. Mai 1996) ist eine serbische Fußballspielerin. Seit dem 1. Januar 2024 ist sie vereinslos.

## Karriere

### Vereine
Janković spielte von 2015 bis 2019 das erste Mal im Seniorinnenbereich für den ŽFK Roter Stern Belgrad in der Superliga Srbije u fudbalu za žene, der höchsten Spielklasse im serbischen Frauenfußball und belegte am Ende der Spielzeit 2017 und 2018 den zweiten Platz in der Meisterschaft. Anschließend gehörte sie von 2018 bis 2019 dem in  Beltinci ansässigen ŽNK Pomurje Beltinci in der 1. ženska liga, der höchsten Spielklasse im slowenischen Frauenfußball, an und gewann mit ihrer Mannschaft 2019 das Double (Meisterschaft und Vereinspokal). Von 2019 bis 2021 spielte sie für den Ligakonkurrenten ŽFK Sloga Zemun, bevor sie sich nach Russland begab und dort von 2021 bis 2023 für den Erstligisten ZSKA Moskau – der sie am 15. März 2021 für drei Jahre unter Vertrag nahm – in insgesamt 15 Punktspielen zum Einsatz kam und zwei Tore erzielte. Mit dem Hauptstadtverein gewann sie zweimal den nationalen Vereinspokal (2:1 und 4:1 gegen Zenit St. Petersburg) und belegte in der Meisterschaft dreimal in Folge den zweiten Platz.

### Nationalmannschaft
Janković bestritt für die U17-Nationalmannschaft vier Länderspiele. Am 15. April 2012 gab sie ihr Debüt als Nationalspielerin beim 2:2-Unentschieden gegen die U17-Nationalmannschaft Tschechiens im dritten Spiel der Gruppe D in der 2. Qualifikationsrunde für die vom 26. bis 29. Juni 2012 in Nyon (Schweiz) vorgesehene Europameisterschaft. Für die angestrebte Teilnahme an der vom 25. bis zum 28. Juni 2013 erneut in Nyon (Schweiz) anstehenden Europameisterschaft kam sie zuvor in allen drei Spielen der Gruppe 5 der 1. Qualifikationsrunde zum Einsatz.
Für die U19-Nationalmannschaft bestritt sie sechs Länderspiele, jeweils drei in der ersten und zweiten Qualifikationsrunde für die vom 15. bis zum 27. Juli 2015 in Israel anstehende Europameisterschaft.
Für die A-Nationalmannschaft wurde sie u. a. in sieben Länderspielen berücksichtigt, fünf in Freundschaft und zwei im Turnier ausgetragene. Ihr Debüt gab sie am 9. November 2018 bei der 1:2-Niederlage gegen die Nationalmannschaft Russlands in Stara Pazova als Einwechselspielerin für Aleksandra Lazarević ab der 62. Minute.
Mit der Mannschaft nahm sie am Turnier um den Istrien-Cup 2019 auf der kroatischen Halbinsel Istrien teil und wurde im zweiten Spiel der Gruppe B und im Finale am 4. März in Zagreb eingesetzt; im Finale war sie mit ihrer Mannschaft der Nationalmannschaft Sloweniens mit 0:2 unterlegen, in dem sie ab der 87. Minute – mit Einwechslung für Dejana Stefanović – eingriff.
Am 20. und 23. Februar 2021 wurde sie beim 1:1-Unentschieden gegen die Nationalmannschaft der Ukraine und beim 2:0-Sieg über die Nationalmannschaft Russlands eingesetzt, wie auch am 10. Juni 2021 bei der 0:4-Niederlage gegen die Nationalmannschaft Ungarns in Szeged, bevor sie am 17. Februar 2022, beim 1:0-Sieg im Freundschaftsspiel gegen die Nationalmannschaft Bosnien-Herzegowinas in Antalya, ihren letzten Einsatz als Nationalspielerin des FSS hatte; sie wurde in der 77. Minute für Milica Denda eingewechselt.

## Erfolge
Nationalmannschaft
- Istrien-Cup-Finalist 2019

ZSKA Moskau
- Zweiter Russische Meisterschaft 2021, 2022, 2023
- Russischer Pokal-Sieger 2022, 2023 (jeweils ohne Finaleinsatz)

ŽNK Pomurje Beltinci
- Slowenischer Meister 2019
- Slowenischer Pokal-Sieger 2019

ŽFK Roter Stern Belgrad
- Zweiter Serbische Meisterschaft 2017, 2018
- Serbischer Pokal-Sieger 2018